# Jordan Smith (cầu thủ bóng đá người Costa Rica)
Jordan Hakeem Smith Wint (sinh ngày 23 tháng 4 năm 1991) là một cầu thủ bóng đá người Costa Rica hiện tại thi đấu cho Saprissa, và đội tuyển quốc gia Costa Rica.

## Sự nghiệp câu lạc bộ

### Saprissa
Smith khởi đầu sự nghiệp cùng với Saprissa năm 2011 thi đấu trước San Carlos.

### Vancouver Whitecaps
Smith được cho mượn đến Whitecaps ngày 6 tháng 8 năm 2015 đến hết mùa giải MLS 2015 với điều khoản gia hạn.

## Sự nghiệp quốc tế
Smith được chọn vào đội hình Costa Rica tham dự 2011 Giải vô địch bóng đá U-20 Bắc, Trung Mỹ và Caribe. Anh cũng đại diện quốc gia tham dự Giải vô địch bóng đá U-20 thế giới 2011. Anh có màn ra mắt cho đội tuyển quốc gia ngày 28 tháng 5 năm 2013 trong trận đấu trước Canada, vào sân từ ghế dự bị thay cho Pablo Herrera.